# Éloïc Peyrache
Éloïc Peyrache (geboren 1975) ist ein französischer Wirtschaftswissenschaftler.
Seit 2008 war er stellvertretender Direktor der HEC Paris und Leiter des Studiengangs Master in Management, dann im Oktober 2020 Interims-CEO der HEC Paris, und schließlich im Januar 2021 CEO und Dekan der HEC Paris.

## Frühes Leben und Ausbildung
Éloïc Peyrache schloss 1995 sein Studium an der ENS Cachan (Wirtschaft-Quantitative Methoden-Management) ab und erhielt 1998 die agrégation in Wirtschaft-Management. Er promovierte 2003 in Wirtschaftswissenschaften an der Toulouse School of Economics, nachdem er seine Dissertation an der Universität Toulouse verteidigt hatte.

## Karriere
Éloïc Peyrache kam 2003 an die HEC Paris, wo er Betriebswirtschaftslehre und Netzwerkökonomie lehrt, seit 2004 ist er Mitglied des GREGHEC (CNRS). Nachdem er von 2004 bis 2005 Direktor des CEMS-Programms war, wurde er 2009 zum außerordentlichen Professor ernannt. Nach dem Ausscheiden von Peter Todd aus gesundheitlichen Gründen wurde er im Oktober 2020 Interimsgeschäftsführer der HEC Paris.
Seine Forschungsinteressen liegen in den Bereichen Vertragstheorie, Industrieökonomie und Wettbewerbspolitik. Er ist Mitglied der American Economic Association und der Econometric Society.